# Ruïnes de la Casa Salsas
Les Ruïnes de la Casa Salsas és una obra de Llívia (Baixa Cerdanya) inclosa a l'Inventari del Patrimoni Arquitectònic de Catalunya.

## Descripció
Antiga casa senyorial, amb les costants de l'arquitectura constructiva catalana, que segueixen el mateix tipus d'espai i modulació. És de planta rectangular amb portal adovellat i possiblement de planta i dos pisos. A la part inferior, encara es pot apreciar, el tram per on passava l'ample escala que pujava al pis noble.

## Història
A l'any 1943 va patir un incendi del que no es va poder salvar quasi res, cremant-se els mobles antics i quadres de pintors, entre ells un Murillo. Va caure el teulat i amb els anys s'ha anat enderrocant pausadament, quedant només part de la façana. Aquesta cas tenia un col·lecció de pintures, mobles i indumentària.